# Джарудиты
Джарудиты (араб. الجارودية‎), также известные как сурхубиты — последователи Абу аль-Джаруда Зияда ибн Абу Зияда, крайнее движение в зейдитском мазхабе шиизма. 
Название происходит от имени Абуль-Джаруда Зияда ибн Абу Зияда, он же Абуль-Джаруд Хамдани. Именно к этому направлению зейдизма причисляют движение хуситов, хотя они считают себя движением всех зейдитов Йемена. Отличительными чертами течения являются убеждение о том, что Мухаммед назначил Али халифом не по его имени, но по его описательным характеристикам, указывающим на него. Джарудиты считают ошибочным отказ Абу Бакра, Умара и Усмана признать Али законным халифом и отвергают их (далала), но отказываются ругать их, однако они ругают Тальху и Зубайра за их восстание против Али. Наиболее активны джарудиты были во времена поздних Омейядов и ранних Аббасидов, однако их убеждения не сохранились в Иране и Ираке в результате кампании Сафавидов по обращению населения в джафаритский мазхаб. Джарудитами признаются следующие имамы: Али ибн Абу Талиб, Хасан ибн Али, Хусейн ибн Али, Зейн аль-Абидин, Зейд ибн Али, а затем Мухаммада ибн Абдаллаха ибн аль-Хасана. Также они отвергают идею табарра.